# Pseudabutilon thurberi
Pseudabutilon thurberi är en malvaväxtart som först beskrevs av Asa Gray, och fick sitt nu gällande namn av P.A. Fryxell. Pseudabutilon thurberi ingår i släktet Pseudabutilon och familjen malvaväxter. Inga underarter finns listade i Catalogue of Life.